# Daniel Squadron
Pour les articles homonymes, voir Squadron.
Daniel Squadron, né le 9 novembre 1979, est un homme politique américain du Parti démocrate. Il est membre du Sénat de l'État de New York depuis 2009, représentant la 25e puis la 26e circonscription électorale de l'État.
Il est candidat à l'élection du médiateur de la Ville de New York de 2013.